# Assemblée nationale (Niger)
Pour les autres articles nationaux ou selon les autres juridictions, voir Assemblée nationale.
Assemblée actuellement dissoute
Siège de l'Assemblée nationale
L'Assemblée nationale est le parlement monocaméral du Niger sous la Septième République (2010-2023). Elle compte 171 sièges, pourvus pour un mandat de cinq ans.

## Histoire
L'Assemblée nationale est créée en 1958 durant la période coloniale, elle reste en fonctionnement jusqu'au coup d'État de 1974 où elle est remplacée par le haut conseil de la république du Niger. L'Assemblée nationale est à nouveau fonctionnelle de 1993 à 1996, où un nouveau coup d'État a lieu, mais est rétablie en 1997. Elle est à nouveau suspendue durant le coup d'État de 1999, cependant l'Assemblée nationale est de nouveau mise en fonctionnement la même année. Pour tenir compte de la croissance démographique du pays, le nombre de députés est passé de 83 (dont 8 sièges spéciaux) à 113 lors des législatives de 2004. En 2009, l'Assemblée nationale est dissoute par Mamadou Tandja, dans le but de permettre un nouveau mandat présidentiel. Une nouvelle assemblée est installée à l'issue du référendum constitutionnel suivi d'élections législatives la même année (6e République). Le coup d'état militaire intervenu le 18 février 2010 dissout une fois de plus l'assemblée jusqu'à l'organisation d'élections législatives et présidentielles en 2011. En 2016, le nombre de sièges passe à 171.

## Système électoral
L'Assemblée nationale est composée de 171 sièges pourvus pour cinq ans, dont 158 au scrutin proportionnel plurinominal dans huit circonscriptions de 6 à 32 sièges correspondant aux sept régions du Niger plus la capitale Niamey. Après décompte des voix, les sièges sont répartis sur la base du quotient simple et de la règle du plus fort reste. À ce total s'ajoutent 13 sièges pourvus au scrutin uninominal majoritaire à un tour, dont huit réservés aux minorités nationales et cinq à la diaspora, à raison d'un siège par continent,.
| 1947 | 1952 | 1957 | 1958 | 1965 | 1970 | 1989 | 1993 |
| 1995 | 1996 | 1999 | 2004 | 2009 | 2011 | 2016 | 2020 |

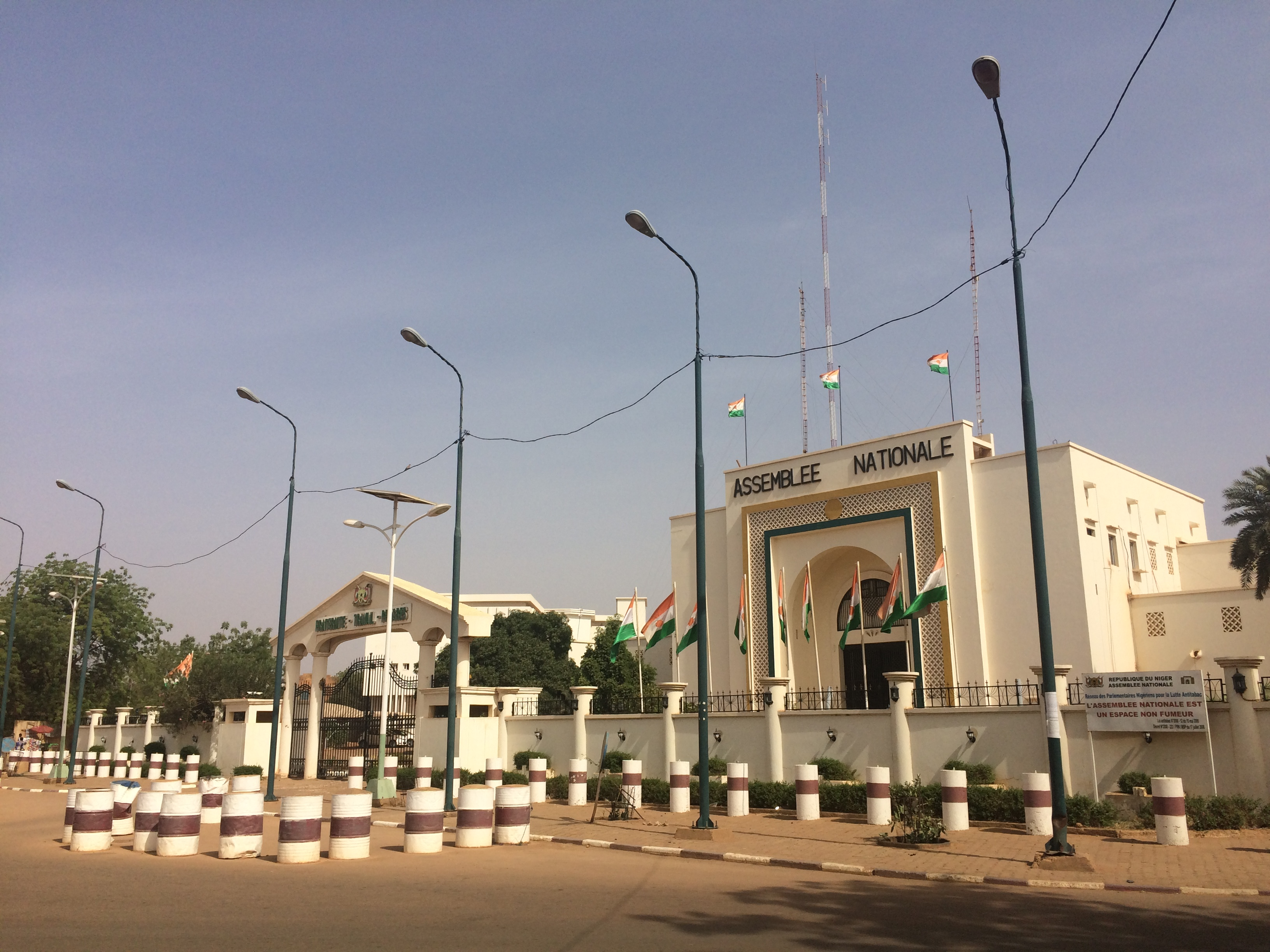
L'Assemblée Nationale
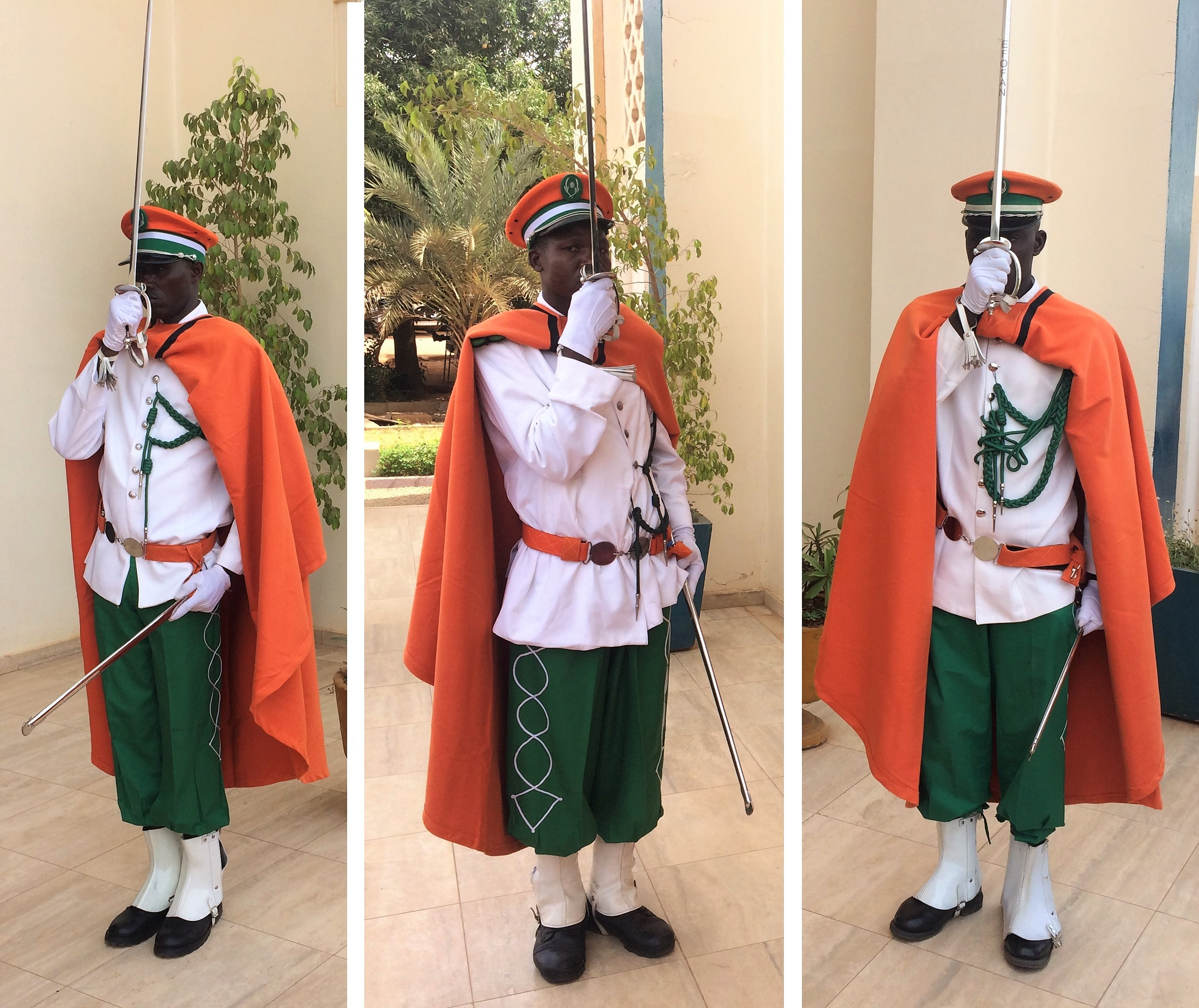
Garde d'Honneur à l'Assemblée

## Présidence
L'Assemblée nationale est dirigée par le président de l'Assemblée nationale, élu par les députés pour la durée de la législature.
Il prête serment devant la Cour constitutionnelle lors de sa dénomination. En cas de crise de confiance, le président de l'Assemblée nationale peut être évincé par anticipation à la majorité des deux tiers des députés.
Le président est assisté par le Bureau de l'Assemblée nationale, dont la composition reflète la configuration politique du Parlement.
Le Bureau de l'Assemblée nationale nomme l'un des sept membres de la Cour constitutionnelle.
| Nom                        | Début            | Fin              | Désignation du Parlement      |
| -------------------------- | ---------------- | ---------------- | ----------------------------- |
| Djermakoye Moumouni Aouta  | 13 janvier 1947  | 17 mars 1948     | Conseil général               |
| Fernand Balay              | mars 1948        | novembre 1953    | Assemblée territoriale        |
| Malick N’Diaye             | 4 décembre 1953  | 12 novembre 1954 | Assemblée territoriale        |
| Georges Condat             | avril 1957       | 14 novembre 1958 | Assemblée territoriale        |
| Boubou Hama                | 18 décembre 1958 | février 1959     | Assemblée constituante        |
| Boubou Hama                | 12 mars 1959     | 18 juillet 1960  | Assemblée législative         |
| Boubou Hama                | 29 juillet 1960  | 15 april 1974    | Assemblée nationale           |
| Moutari Moussa             | 18 décembre 1989 | 11 août 1991     | Assemblée nationale           |
| André Salifou              | 3 novembre 1991  | 10 avril 1993    | Haut Conseil de la République |
| Adamou Moumouni Djermakoye | 10 avril 1993    | 17 octobre 1994  | Assemblée nationale           |
| Mahamadou Issoufou         | 8 février 1995   | 27 janvier 1996  | Assemblée nationale           |
| Moutari Moussa             | décembre 1996    | 9 avril 1999     | Assemblée nationale           |
| Mahamane Ousmane           | 26 décembre 1999 | 26 mai 2009      | Assemblée nationale           |
| Seini Oumarou              | 25 novembre 2009 | 18 février 2010  | Assemblée nationale           |
| Marou Amadou               | 7 avril 2010     | 7 avril 2011     | Conseil consultatif national  |
| Hama Amadou                | 19 avril 2011    | 20 novembre 2014 | Assemblée nationale           |
| Amadou Salifou             | 24 novembre 2014 | 24 mars 2016     | Assemblée nationale           |
| Ousséini Tinni             | 25 mars 2016     | 24 mars 2021     | Assemblée nationale           |
| Seini Oumarou              | 24 mars 2021     | 26 juillet 2023  | Assemblée nationale           |
| Sources:                   |                  |                  |                               |

## Féminisation
Les élections législatives de décembre 1989, tenues dans le cadre du parti unique, sont les premières élections où sont élues des femmes députées. Les cinq premières députées de l'Assemblée sont Roukayatou Abdou Issaka, Bibata Adamou Dakaou, Souna Hadizatou Diallo, Aïssata Karidjo Mounkaïla et Marie Lebihan.
En 2016, Aïchatou Maïnassara est élue mais en 2020, après sa mort, elle est remplacée à son siège parlementaire par Hadjia Mallam Makka.